# Скуки (Краславский край)
Ску́ки (латыш. Skuki) — населённый пункт в Краславском крае Латвии. Входит в состав Робежниекской волости. Расстояние до города Краслава составляет около 27 км. По данным на 2015 год, в населённом пункте проживало 155 человек.

## История
В советское время населённый пункт носил название Октябрьский и был центром Йонинского сельсовета Краславского района.